# Trompo de carpintería
El trompo de carpintería, acanaladora' o fresadora es una herramienta eléctrica que se usa para fresar y agujerar un área determinada de piezas duras como la madera o el plástico. Se usa mucho más en carpintería. Se compone por una mesa con un sistema rotativo con fresa para realizar perfiles en la madera.
La historia de esta máquina se remonta hace muchos años. En su origen, antes de que existieran tupís eléctricos, existía una versión de mano que se usaba para hacer patrones y escaleras de madera. Hoy en día sigue usándose para trabajos muy puntuales de carpintería.
En la actualidad, el tupi, es una máquina muy habitual en los talleres gracias a su versatilidad que permite diversas operaciones como el galceado, el moldurado y el pulido de molduras. Consta de una mesa con un eje vertical giratorio, impulsado por un motor. En el eje se colocan las herramientas de corte, conocidas como fresas. Gracias a las guías, se va desplazando la pieza de madera, normalmente de forma manual.
Puede considerarse como una de las máquinas más importantes dentro de una carpintería, ya que la mayoría de las piezas deben ser procesadas con dicha máquina. Lo más normal en los talleres es encontrar esta máquina funcionando todo el día y a todas horas. Al ser tan usada, debe ser una máquina de calidad, con una rápida puesta a punto, una máquina segura ya  que tiene riesgos y como no, precisa, para que no haya que estar regulándola continuamente.
Si adquirimos un tupi con eje vertical de gran diámetro y un potente motor evitaremos las desregulaciones en la máquina y tendremos garantizada una calidad de acabado continua. Las regulaciones son mucho más fáciles y es una puesta a punto sencilla.
En relación con la seguridad, es un detalle importante a tener en cuenta ya que la sobre carga de trabajo efectuada aumenta las posibilidades de riesgo.

Como comentábamos al principio, la máquina permite diferentes usos, crear ranuras, galces, molduras, etc. mediante la acción de un útil recto o circular que gira sobre un eje vertical. Esta máquina se distingue por su versatilidad de trabajo. Para cada tipo de trabajo, se elige la velocidad más adecuada en función de la herramienta de corte, madera a trabajar o profundidad de corte.
Pero no consiste sólo en trabajar y trabajar con esta máquina, también necesita un mantenimiento básico para que siempre esté en las mejores condiciones:
- Lo primero que debemos tener en cuenta es el engrase; han de engrasarse todas las partes móviles y ha de aceitarse la superficie de la mesa para evitar oxidaciones.
- La segunda cosa primordial es el cambio de fresa; hay que sustituir la pieza de forma adecuada siguiendo el orden de las piezas.
- Datos: Q6153232